# Mahamudu Bawumia
Mahamudu Bawumia (7 de outubro de 1963) é um economista e banqueiro ganês e vice-presidente de Gana entre 2017 e 2025.
Bawumia foi vice-governador do Banco de Gana até sua nomeação como vice-candidato à presidência do Novo Partido Patriótico (NPP) em 2008, ao lado da candidata presidencial Nana Akufo-Addo. Ele também concorreu como candidato a vice-presidente da NPP nas eleições gerais de 2012 e foi a principal testemunha dos peticionários na Petição de Eleição Presidencial de 2012/2013, que contestou a declaração de John Mahama como vencedor da eleição. Ele é casado com Samira Ramadan e tem quatro filhos.

## Origens política
Bawumia nasceu em 7 de outubro de 1963, em Tamale, é filho de Alhaji Mumuni Bawumia e Hajia Mariama Bawumia.
O pai de Bawumia, Alhaji Mumuni Bawumia era professor, advogado e político, membro da realeza da etnia Mamprugu  e chefe da área tradicional de Kpariga na época de sua morte em setembro de 2002. Foi membro fundador do Partido dos Povos do Norte. Ele atuou como Presidente do Conselho de Estado de 1992 a 2000.
O Partido dos Povos do Norte, juntamente com o Movimento de Libertação Nacional e outros partidos políticos da oposição, posteriormente se fundiram no Partido Unido, o precursor do atual Novo Partido Patriótico.
Alhaji Bawumia serviu sob vários governos ganenses em várias cargos, incluindo membro do Conselho dos Territórios do Norte, da Assembléia Legislativa da Costa do Ouro, membro do Parlamento da Primeira República, Ministro Regional do Norte e embaixador na Arábia Saudita.
Alhaji Bawumia foi agraciado com a mais alta honra nacional, como membro da Ordem da Estrela do Gana em março de 1999. Ele atuou como Presidente do conselho de Estado sob o governo da NDC durante a 4ª república sob o presidente J. J. Rawlings.

## Infância e educação
Nascido em uma família numerosa, Mahamudu Bawumia era o décimo segundo dos 18 filhos de seu pai e o segundo dos cinco de sua mãe.
Mahamudu Bawumia frequentou a escola Primária Sakasaka em Tamale e ingressou na Escola Secundária Tamale em 1975. Depois de se formar na Escola Secundária Tamale, foi para o Reino Unido, onde estudou bancos e obteve o Diploma do Chartered Institute of Bankers (ACIB). Foi presidente da Associação de Estudantes das Nações Unidas de Gana em 1981. Graduou-se em Economia pela Universidade de Buckingham em 1987.
Obteve seu mestrado em Economia no Lincoln College em Oxford, e obteve um Ph.D. em Economia na Universidade Simon Fraser, Vancouver, British Columbia, Canadá, em 1995. Suas áreas de especialização incluem Macroeconomia, Economia Internacional, Economia do Desenvolvimento e Política Monetária.

## Carreira
De 1988 a 1990, Bawumia trabalhou como professor de Economia Monetária e Finanças Internacionais na Faculdade de Contabilidade Emile Woolf, em Londres, Inglaterra. Ele também atuou como economista no Departamento de Pesquisa do Fundo Monetário Internacional em Washington, EUA.
Entre 1996 e 2000, Bawumia atuou como Professor Assistente de Economia na Hankamer School of Business da Baylor University em Waco, Texas, EUA, onde também recebeu o Prêmio Jovem Pesquisador em 1998.
Bawumia retornou a Gana em 2000 para trabalhar como economista no Banco do Gana. Ele passou de Economista Sênior a Chefe de Departamento e, posteriormente, como Assistente Especial do Governador do Banco. O presidente John Kufuor nomeou Bawumia como vice-governador do Banco de Gana em junho de 2006.
Logo após as eleições de 2008, Bawumia renunciou ao cargo de vice-governador do Banco do Gana.

## Eleições de 2008
Mahamudu Bawumia estava concorrendo com o candidato do Novo Partido Patriótico nas eleições de 2008, Nana Akufo-Addo. O NPP obteve mais votos em comparação com as eleições de 2004 nas três regiões do norte, tanto no primeiro quanto no segundo turno.

## 2008-2011
Bawumia atuou como consultor da Comissão Econômica da África entre fevereiro e março de 2009. Entre abril e outubro de 2009, foi pesquisador visitante no Centro de Estudos Globais da Universidade da Colúmbia Britânica e no Centro de Pesca da UBC. Em outubro de 2009, ele foi apontado como membro do International Growth Center (IGC), um instituto de pesquisa com base na Escola de Economia e Ciência Política de Londres e na Universidade de Oxford que presta consultoria sobre crescimento econômico a governos de países em desenvolvimento, atendendo especificamente como membro da equipe do IGC para Serra Leoa. Ele também atuou como consultor do Banco Central da Serra Leoa na reformulação da estrutura organizacional do banco e de sua estrutura de política monetária.
Entre outubro de 2009 e outubro de 2010, ele foi pesquisador associado sênior do Centro de Estudos de Economias Africanas do Departamento de Economia da Universidade de Oxford. Em janeiro de 2011, Bawumia foi nomeado Representante Residente do Banco Africano de Desenvolvimento para o Zimbábue pelo Banco Africano de Desenvolvimento. Ele serviu nesse cargo até ser nomeado candidato a vice-presidente de Nana Akufo-Addo pelo Novo Partido Patriótico para a eleição presidencial de Gana em 2012.

## Eleições de 2012
Bawumia foi novamente escolhido como candidato a vice-presidente de Nana Akufo-Addo em março de 2012. A chapa conquistou 10 cadeiras na Região Norte, incluindo as regiões de Yendi, Walewale, Yagaba - Kubore, Bunkpurugu, Bimbilla, Chereponi, Kpandai, Tatale - Sanguli, Tolon e Zabzugu. Também ganhou em Nabdam e Talensi na região do Oriente Médio. Porém, Nana Akufo-Addo e Bawumia perderam as eleições presidenciais para John Dramani Mahama.

## Eleições de 2016
Nana Akufo-Addo nomeou Bawumia como seu companheiro de chapa nas eleições presidenciais de 2016.

## Trabalhos
- "Política monetária e reforma do setor financeiro na África: a experiência de Gana por Mahamudu Bawumia (31 de agosto de 2010)[17]
- "A determinação dos juros bancários se espalha no Gana: uma análise empírica dos dados do painel" com Martin Ofori e Franklin Belnye, setembro de 2005.[18]
- "Desenvolvendo um indicador composto de atividade econômica em Gana", com Benjamin Amoah, documento de trabalho do Banco de Gana, fevereiro de 2004.[18]
- "Um modelo simples de previsão de correção de erros vetoriais para o Gana", com Joseph Atta-Mensah, documento de trabalho do Banco do Gana, agosto de 2003.[18]
- Departamento de Pesquisa "Crescimento Monetário, Inflação e Taxa de Câmbio no Gana", Departamento de Pesquisa do Banco do Gana, Jornal do Instituto Monetário da África Ocidental, 2003[18]
- "O mecanismo de transmissão da política monetária no Gana", com Philip Abradu-Otoo, documento de política do Banco do Gana, agosto de 2003.[18]
- "Os determinantes das taxas de câmbio em Gana", com Zakari Mumuni. Documento de trabalho do Banco do Gana. Março de 2003.[18]
- "A viabilidade da união monetária na África Ocidental". Mimeo. Comissão Econômica para a África, novembro de 2002.[18]
- "Características institucionais comparativas de diferentes bancos centrais comuns", Instituto Monetário da África Ocidental. Mimeo. Fevereiro de 2002.[18]
- "Projetando um mecanismo de taxa de câmbio para a zona monetária da África Ocidental", Instituto Monetário da África Ocidental. Mimeo. Fevereiro de 2002.[18]
- "Explicando o desempenho do crescimento econômico africano: o caso de Gana", com Ernest Aryeetey e A. Fosu. Documento preparado para o Consórcio Africano de Pesquisa Econômica. Abril de 2001.[18]
- "Avaliando a eficácia da intervenção no mercado de câmbio no Gana". Departamento de Pesquisa, Banco de Gana, fevereiro de 2000.[18]
- "Uma revisão da literatura sobre o impacto da liberalização do setor financeiro sobre os pobres", com o Dr. E.K.Y. Addison e Maxwell Opoku Afari, Departamento de Pesquisa, Banco de Gana, agosto de 2000.[18]
- "Mercados financeiros na África. Questões e desafios para a pesquisa", com o professor Ernest Aryeetey, ISSER. Outubro de 2000 AERC.[18]
- "Substituição de moeda e demanda de moeda no Gana: uma análise de cointegração". Departamento de Pesquisa, Banco de Gana, novembro de 2000.[18]
- "Por que a aparente corrida para a reforma do mercado?" Journal of Economics, 1999.[18]
- "O seqüenciamento da reforma fiscal durante o ajuste estrutural. Lições de Gana, Uganda e Zimbábue", Comparative Economic Studies, vol. XXXVIII No.2 / 3 Verão-Outono de 1996[18]
- "Um olhar mais atento ao impacto distributivo do programa de ajuste estrutural do Gana (1983-1992). Jornal de estudos modernos da África. Vol.36 No.1, março de 1998[18]
- "Estimativa dos valores agregados do capital humano na África Subsaariana", em co-autoria com Samuel A. Lararyea. Revisão de estudos sobre fatores humanos. Vol. III No.1. Junho 1997[18]
- "África, o desafio do desenvolvimento". Capítulo do livro em Stephen. Sistemas Econômicos Comparativos de Gardner, Dryden 1999[18]